# Ridderorden in Vanuatu
De Nieuwe Hebriden, een Frans-Brits condominium werden in 1980 onafhankelijk onder de naam "Republiek Vanuatu".
In de jaren vóór 1980 konden de inwoners in voorkomende gevallen worden onderscheiden met Britse en Franse ridderorden.
- Het Legioen van Eer van Frankrijk
- De Nationale Orde van Verdienste
- De Ministeriële orden van de Franse Republiek
- De Orde van het Britse Rijk

De onafhankelijke staat heeft in 1988 een enkele ridderorde ingesteld.
- De Orde van Vanuatu Engels: "Order of Vanuatu")